# ماركو دي ماورو
ماركو دي ماورو (مواليد 6 يناير 1980 في ريدجو إميليا إيطاليا) هو مغني وملحن وممثل وكاتب أغاني إيطالي.

## النشأة
ولد ماركو دي ماورو في إيطاليا، حيث بدأ شغفه الكبير بالموسيقى منذ طفولته. في سن 6 سنوات بدأ الغناء في المدرسة. وبعد سنتين حصل على أول قيتارة له. بعد فترة وجيزة بدأ يؤلف أغانيه الأولى. درس الفلسفة وتاريخ الفن وعلم الجمال والأدب الذي حسّن موهبته الطبيعية في الكتابة. أراد التسجيل في المعهد، لكن والده أجبره على دراسة مهنة «أكثر جدية» وفي المقابل سمح له بمواصلة شغفه بالموسيقى والغناء فدرس القانون. عمل لسنوات عديدة في المنظمات غير الحكومية المكرسة لتحسين الظروف المعيشية لآلاف الأشخاص في أفقر مناطق الكوكب. وفي الوقت نفسه كان يبحث عن فرصة في عالم الموسيقى. كان دائمًا ملحنًا ومؤلفًا لجميع أغانيه وأغاني راقصة وموسيقي بيانو.